# Ґільґамеш (цар)
Гільгаме́ш, або Ґільґаме́ш (аккад. 𒀭𒄑𒂆𒈦, трансліт. Gilgāmeš; походить від шум. 𒀭𒄑𒉋𒂵𒎌, трансліт. Bilgames) — персонаж шумеро-аккадської міфології та головний герой Епосу про Гільгамеша, епічної поеми написаної аккадською мовою наприкінці II століття до н. е. Ймовірно міг бути реальним царем, який правив у шумерському місті Урук та згодом був увіковічнений як божество. Його правління могло припадати на ранньодинастичний період (прибл. 2900 – 2350 рр. до н. е.), але популярним персонажем літератури він став лише за третої династії Ур  (прибл. 2112 – 2004 рр. до н. е.).
Легендарні подвиги Гільгамеша описані в п’яти збережених шумерських поемах. Найдавнішою із них, ймовірно, є «Гільгамеш, Енкіду та підземний світ», в якій Гільгамеш приходить на допомогу богині Інанні та відганяє істот, що захопили її дерево «хулуппу». За це богиня винагороджує його двома подарунками — «мікку» та «пікку» (ймовірно, м'яч та палиця; проте їх призначення достаменно невідомі), які він губить. Після смерті Енкіду його тінь розповідає Гільгамешу про похмурі умови в підземному світі. Поема Гільгамеш і Ага описує повстання Гільгамеша проти його сюзерена Агга з Кіша. Інші шумерські поеми розповідають про перемогу Гільгамеша над велетнем Хумбабою і Небесним биком, а п'ята, погано збережена поема розповідає про його смерть і похорон.
Пізніше ці історії були оброблені в єдину пов’язану оповідь. Стандартна аккадська версія Епосу про Гільгамеша була складена писарем на ім’я Сін-лекі-уннінні, ймовірно, протягом середньовавилонського періоду (бл. 1600 – 1155 рр. до н. е.) на основі набагато давнішого джерельного матеріалу. В епосі Гільгамеш — напівбог надлюдської сили, який дружить з дикою людиною Енкіду. Разом вони потрапляють у багато пригод, найвідоміша з яких — перемога над Хумбабою (шумер. Хувава) і Небесним биком, якого насилає на них богиня Іштар після того, як Гільгамеш відхиляє її пропозицію стати її дружиною. Після смерті Енкіду від хвороби, насланої богами як покарання, Гільгамеш починає боятися власної смерті та відвідує мудреця Утнапіштіма, який пережив Великий потоп, сподіваючись знайти безсмертя. Гільгамеш постійно провалює поставлені перед ним випробування і повертається додому в Урук, розуміючи, що безсмертя йому недоступне.
Епос про Гільгамеша було віднайдено при розкопках бібліотеки Ашшурбаніпала в 1849 році. Після перекладу на початку 1870-х років твір викликав широку полеміку через подібність між його частинами та єврейською Біблією. Гільгамеш залишався маловідомим до середини 20-го століття, але з кінця 20-го століття він стає все більш помітною фігурою в сучасній культурі.

## Етимологія імені

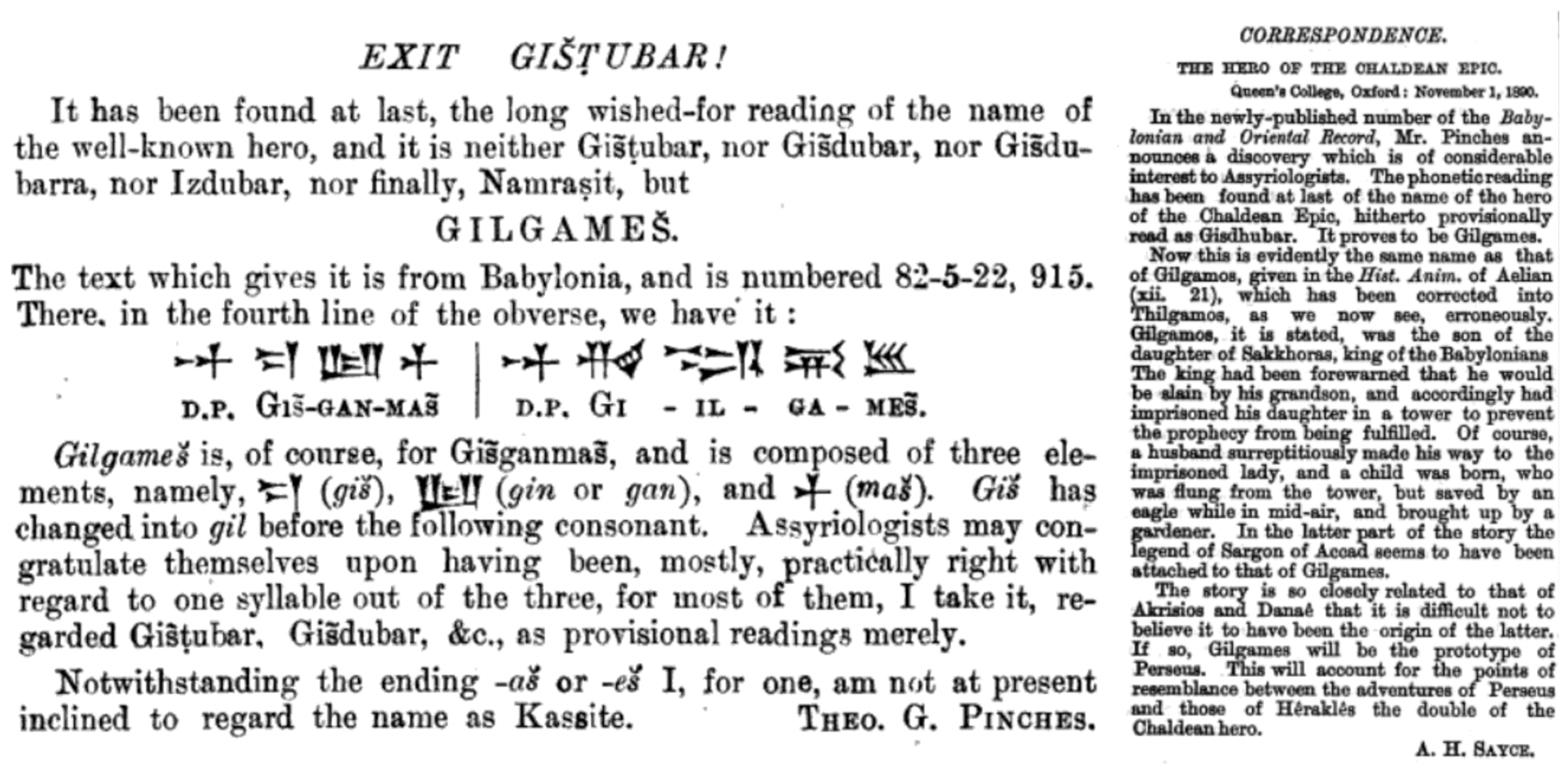
«Gišțubar – на вихід!», публікація Теофіла Пінчеса 1890 року щодо правильного прочитання імені Гільгамеша, яке раніше розшифровувалося як «Іздубар». Після цього Арчибальд Сейс зазначив, що назва з’явилася в «De Natura Animalium» Еліана як Γίλγαμοςна початку 200-х років нашої ери.

Сучасна форма «Гільгамеш» є прямим запозиченням з аккадського 𒀭𒄑𒂆𒈦, яке зазвичай передають як Gilgāmeš. Ассирійська форма імені походить від ранньої шумерської форми  𒀭𒄑𒉋𒂵𒎌, або «Більгамеш». Сама назва скоріше за все перекладається як «(родич) — герой», хоча дослідники досі не визначилися про якого саме «родича» тут йде мова. Іноді припускають, що шумерська форма імені вимовлялася як «Пабільгамеш», читаючи компонент «більга» як «пабільга» (𒉺𒉋𒂵), споріднений термін, який описував сімейні стосунки, однак це не підтверджено епіграфічними чи фонологічними доказами.

## Біографічні відомості
Гільгамеш був правителем, чиї діяння завоювали йому таку широку славу, що він став основним героєм шумерської міфології і легенд, перевірених фактів з його біографії досить мало.
Батько Гільгамеша був Еномі Кулаба.
На початку свого правління Гільгамеш був підпорядкований лугалю Кіша Аззі.
Агга через послів зажадав, щоб Урук взяв участь в іригаційних роботах, які велися в Кіші. Рада старійшин Урука пропонувала Гільгамешу підкоритися і виконати вимогу Агги, але Гільгамеш, якого підтримали народні збори, відмовився підкоритися. Народні збори проголосили Ена Гільгамеша військовим вождем — лугалем. Аггга прибув з військом на човнах, спустившись вниз за течією Євфрату, але розпочата ним облога Урука закінчилася поразкою кішців.
У 2675 до н. е. Гільгамеш домігся незалежності міста Урук. Гегемонія над Нижньою Месопотамією перейшла до Гільгамеша.
Згодом Гільгамеш об'єднав під своєю владою такі міста як Адаб, Ніппур, Лагаш, Умма та ін. Гільгамеш згадується як ініціатор будівництва Ніппурського святилища Туммаль. В Лагаші Гільгамеш побудував браму, що носить його ім'я.
Гільгамеш став героєм цілої низки шумерських епічних пісень (див. Епос про Гільгамеша). В епосах одним з найважливіших досягнень Гільгамеша згадується будівництво міського муру Урука (довжина сягала 9 км, а товщина — понад 5 м) та похід в Ліван за кедровим лісом. Чи справді був такий похід невідомо. Історики припускають, що насправді в хроніках згадується похід не в Ліван, а в Елам.